# Carwyn Jones
Carwyn Howell Jones (Swansea, 21 marzo 1967) è un politico gallese, Primo ministro del Galles dal 2009 al 2018.
Dal 2000 al 2002 ha lavorato nell'Environment Agency Wales per il Governo del Galles. Dal 2003 al 2007 è stato Ministro dell'Ambiente e in seguito, dopo le elezioni del 2007 per un breve periodo, Ministro dell'Istruzione, della Cultura e della Lingua gallese.
Nel 2009, in successione a Rhodri Morgan, è diventato Primo ministro del Galles. Ha ricoperto questo incarico fino al 2018 - per un totale di 6.867 giorni, che lo rendono il ministro laburista più longevo nella storia del Regno Unito.

## Biografia

### Primi anni di vita
Carwyn è nato a Swansea ed è cresciuto a Bridgend in una famiglia di lingua gallese. Era un allievo alla Brynteg Comprehensive School di Bridgend e ha proseguito gli studi presso l'Università di Aberystwyth, dove si è unito al Partito Laburista durante lo sciopero dei minatori del 1984-1985.

### Carriera professionale
Si è laureato in giurisprudenza presso l'Università di Aberystwyth nel 1988 e ha frequentato la Inns of Court School of Law di Londra per formarsi come avvocato. È stato chiamato al bar a Gray's Inn nel 1989 e trascorso un altro anno a Cardiff per un periodo di prova seguito da 10 anni a praticare a Gower Chambers, Swansea, diritto di famiglia, lesioni personali e penali. Ha lasciato l'attività per diventare un tutor presso l'Università di Cardiff per due anni al Corso professionale di avvocato."
Carwyn ha corso senza successo per la nomination laburista per Brecon e Radnorshire nel 1997; e in seguito dichiarò in un'intervista alla BBC di aver preso in considerazione l'idea di diventare un membro del Parlamento, ma nel 1999 "ebbe l'opportunità" di candidarsi per il collegio elettorale di Bridgend alle prime elezioni dell'Assemblea nazionale del Galles. ; e da allora ha mantenuto il seggio.
Nel gennaio 2020 è stato nominato professore di diritto part-time presso l'Università di Aberystwyth.

### Alla guida dei Laburisti gallesi e Primo ministro del Galles

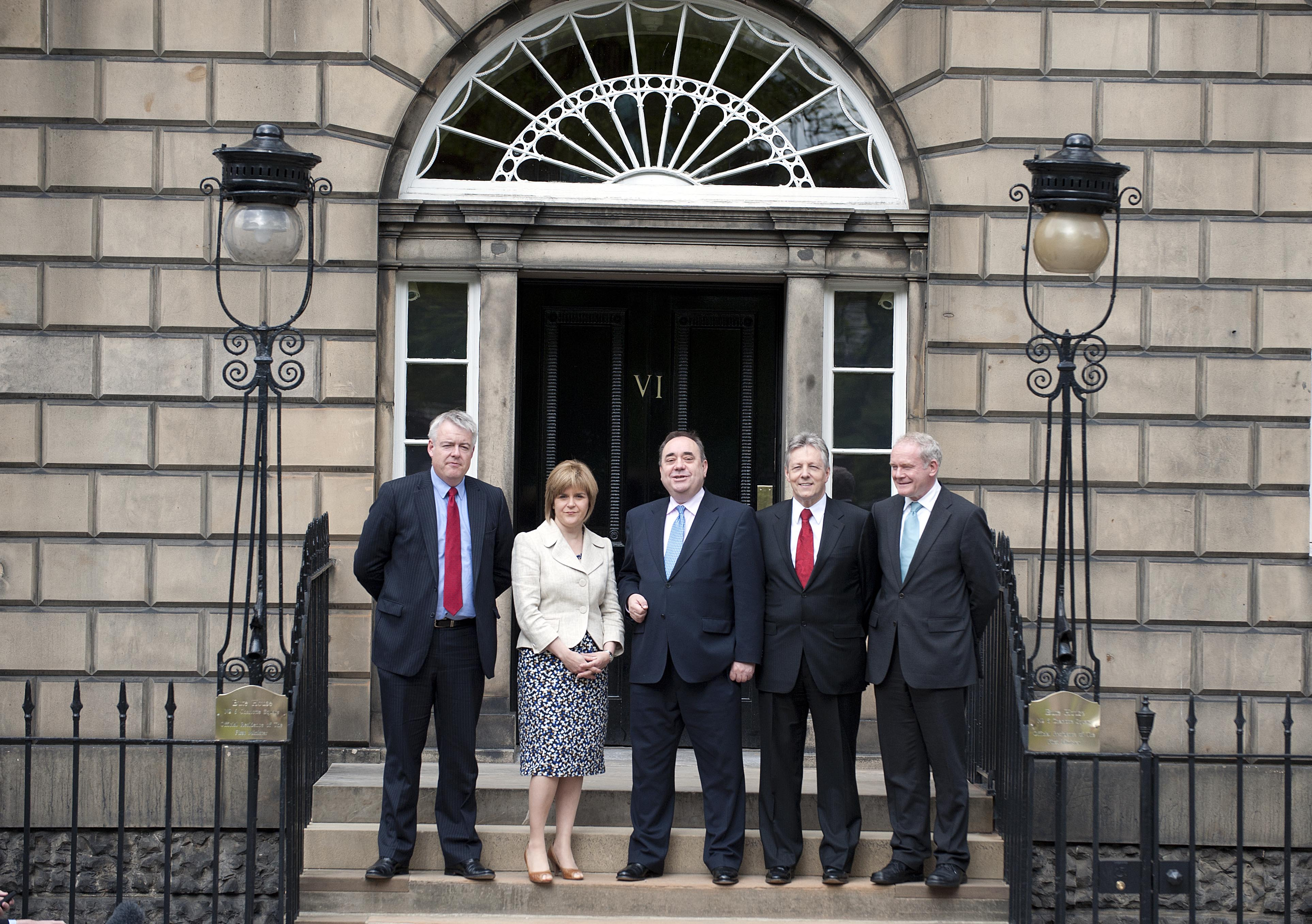
Carwyn Jones al'incontro trilaterale tra i primi ministri delle Home Nations: Nicola Sturgeon e Alex Salmond (Scozia) e Peter Robinson e Martin McGuinness (Irlanda del Nord), 31 maggio 2011.

Carwyn Jones ha vinto nelle elezioni per la successione a Rhodri Morgan come leader del Partito Laburista gallese il 1º dicembre 2009, con il 51,97% dei voti, sconfiggendo Edwina Hart (29,19%) e Huw Lewis (18,84%). È stato nominato dall'Assemblea per succedere a Rhodri Morgan come Primo ministro del Galles il 9 dicembre e ha prestato giuramento giovedì 10 dicembre in una cerimonia formale guidata dal giudice Sig. Nigel Davis presso l'ufficio di Carwyn Jones in Cathays Park, Cardiff.
Il governo dell'Assemblea gallese è stato riorganizzato dopo essere diventato primo ministro. Ha nominato Leighton Andrews, il suo responsabile della campagna, ministro per i bambini, l'istruzione e l'apprendimento permanente. Dopo le dimissioni di Gordon Brown nel 2010, Carwyn è stato il ministro laburista più anziano nel Regno Unito.
Il suo primo viaggio all'estero come Primo ministro è stato alla Conferenza delle Nazioni Unite sui cambiamenti climatici a Copenaghen il 14 dicembre 2009. Ha lasciato la conferenza presto il giorno successivo a causa della morte di sua madre, Janice Jones.
Alle elezioni per l'Assemblea nazionale del 2011, il partito laburista ha aumentato i suoi membri a solo uno sotto l'importo necessario per la maggioranza. Carwyn ha quindi deciso di formare un nuovo governo piuttosto che continuare con la coalizione.
In un discorso alla conferenza del partito il 21 aprile 2018 ha annunciato che si sarebbe dimesso dalla carica di leader laburista gallese e primo ministro in autunno. In seguito all'elezione di Mark Drakeford come leader laburista gallese, ha annunciato le sue dimissioni da primo ministro l'11 dicembre 2018.

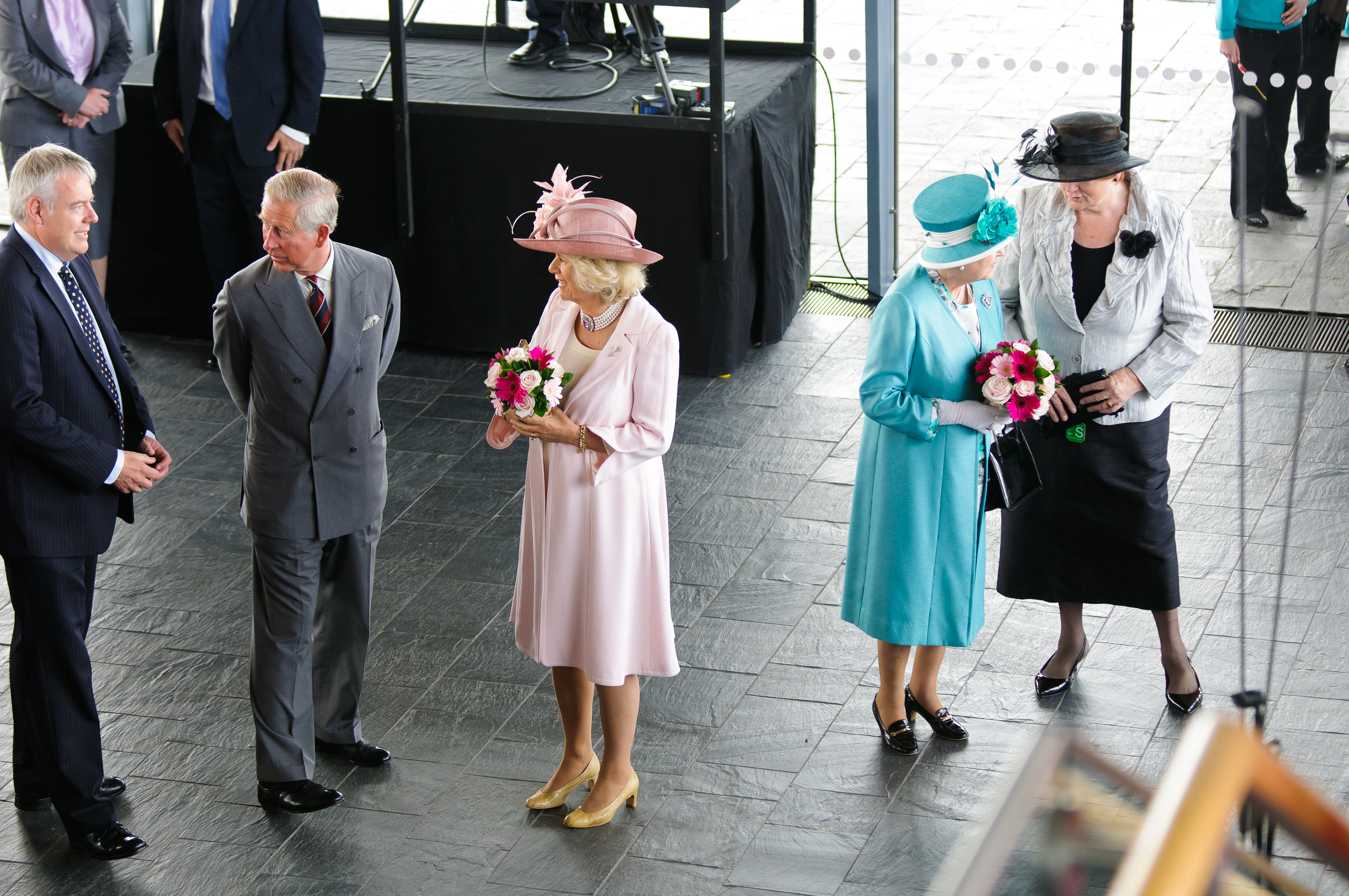
Carwyn Jones in occasione dell'apertura ufficiale della Quarta Assemblea incontra il principe del Galles Carlo, la consorte Camilla e Elisabetta II, 7 giugno 2011.

### Vita privata
Carwyn è sposato con Lisa e hanno due figli.